# Brueelia marginata
Brueelia marginata är en insektsart som först beskrevs av Hermann Burmeister 1838.  Brueelia marginata ingår i släktet draklöss, och familjen fjäderlöss. Arten är reproducerande i Sverige.